# Кролик Джоджо
«Кро́лик Джо́джо» (англ. Jojo Rabbit) — трагикомедийный фильм новозеландского режиссёра и сценариста Тайки Вайтити, снятый по мотивам книги Кристин Лёненс «Птица в клетке» (англ. Caging Skies). Роман Гриффин Дэвис сыграл Йоханнеса «Джоджо» Бетцлера, 10-летнего члена Гитлерюгенда, узнающего о том, что его мать (Скарлетт Йоханссон) прячет у них дома девочку-еврейку (Томасин Маккензи). Позднее он задумывается о правильности своих убеждений, параллельно контактируя со своим воображаемым другом (Вайтити), причудливой версией Адольфа Гитлера, смотрящей на войну с юмористической точки зрения. Также в фильме снимались Сэм Рокуэлл, Ребел Уилсон, Стивен Мерчант и Алфи Аллен.
Вайтити написал сценарий в 2011 году, спустя год после того, как его мать рассказала ему о сюжете книги «Птица в клетке». Он изменил черновик, который показался ему слишком мрачным и содержал недостаточно элементов комедии; также в переписанную версию был включён персонаж Адольфа Гитлера. Вайтити назвал процесс питчинга утомительным. В 2012 году его идея была включена в чёрный список лучших сценариев, где находилась до того момента, когда компания Fox Searchlight Pictures выразила заинтересованность в адаптации. Съёмочный период начался в Чехии в мае 2018 года и завершился спустя два месяца. В период пост-продакшена в фильм были добавлены визуальные эффекты, а также музыка, написанная Майклом Джаккино, монтажёром стал Том Иглз.
Мировая премьера «Кролика Джоджо» состоялась на 44-м Международном кинофестивале в Торонто 8 сентября 2019 года. Театральный релиз в США состоялся 18 октября. Национальный совет кинокритиков США и Американский институт киноискусства включили фильм в свои списки десяти лучших лент года, кинокритики оставили о фильме поляризированные отзывы, ссылаясь на комедийное изображение нацизма. Картина получила премию «Оскар» в категории «Лучший адаптированный сценарий» и также номинировалась как лучший фильм, но проиграла фильму «Паразиты».

## Сюжет
Во времена коллапса нацистской Германии десятилетний мальчик по имени Йоханнес «Джоджо (Йойо)» Бетцлер из вымышленного города Фалькенхайм вступает в Юнгфольк, младшее подразделение Гитлерюгенда. Он свято верит в нацистскую идеологию и имеет воображаемого друга по имени Адольф, который является комедийной версией Адольфа Гитлера. Хотя он и является фанатиком, в военном лагере, возглавляемом капитаном Кленцендорфом, он получает прозвище «Кролик Джоджо», когда отказывается убить кролика, чтобы доказать свою значимость. Адольф приободряет Джоджо, он возвращается, чтобы проявить себя, и бросает ручную гранату, которая взрывается у его ног, после чего мальчик покрывается шрамами и начинает хромать. Его мать Рози настаивает на том, что Джоджо должен оставаться в отряде, однако теперь ему поручают мелкие задания, а именно разносить пропагандистские листовки и собирать металлолом для военных целей.
Однажды, вернувшись домой раньше матери, Джоджо обнаруживает на чердаке в стенах спальни своей покойной сестры Инги её бывшую одноклассницу, подростка-еврейку Эльзу Корр. Джоджо одновременно напуган и разъярён её присутствием. Они оба оказываются в затруднительном положении, так как если властям станет известно о том, что Рози прячет Эльзу, то всех троих казнят. Вдохновившись импровизированной речью Кленцендорфа, Джоджо начинает общаться с Эльзой, чтобы узнать все «еврейские секреты», написать книгу с картинками под названием «Эгегей, еврей» и «разоблачить» таким образом евреев, чтобы люди смогли лучше их распознавать. Тем не менее он сталкивается с невинностью и заводит с девочкой дружбу. Эльзу одновременно расстраивают и поражают взгляды Джоджо, и она использует антисемитские слухи, чтобы поставить под сомнение его догматы. Постепенно Джоджо увлекается заботой об Эльзе, часто пишет ей любовные письма от лица её жениха Натана и начинает сомневаться в своих убеждениях, вследствие чего Адольф обвиняет его в снижении патриотизма.
Параллельно становится известно, что Рози участвует в Движении Сопротивления; одна из её задач — распространение по городу антинацистских лозунгов. Однажды днём, пока её нет дома, к Джоджо приходят сотрудники гестапо и проводят обыск; прибывший Кленцендорф помогает Джоджо и Эльзе обмануть их о личности Эльзы. Позднее Джоджо видит, что Рози повесили на центральной площади. Подавленный, он возвращается домой и пытается ударить Эльзу ножом, а после начинает плакать. Эльза утешает его и сообщает, что пропавший отец Джоджо присоединился к Движению Сопротивления за границей. Убеждения Джоджо о нацизме быстро меняются, и он начинает замечать жестокость режима. За неимением средств они начинают собирать еду из городских мусорных баков.
После самоубийства Гитлера страны Антигитлеровской коалиции переходят в наступление на Фалькенхайм. В битве участвуют горожане, в том числе и дети из Юнгфолька. Подавленный Джоджо скрывается, в то время как Союзники побеждают. Советский солдат опознаёт его как члена Юнгфолька и берёт в плен вместе с Кленцендорфом, который просит Джоджо беречь Эльзу и снимает с того юнгфолькскую форму и обзывает евреем, чтобы солдаты его не трогали; затем Кленцендорфа расстреливают. Боясь, что Эльза уйдёт, узнав правду, Джоджо сообщает ей, что Германия победила в войне. Разглядев в ней отчаяние, он читает ей фальшивое письмо от Натана, в котором сообщает, что они с Джоджо придумали, как вывезти её в Париж. Эльза признаётся, что Натан умер от туберкулёза годом ранее. Джоджо признаётся ей в любви, а та в свою очередь говорит, что любит его как брата. Растрёпанный и злой Адольф обвиняет Джоджо в союзе с Эльзой, но Джоджо выкидывает того из окна, навсегда прощаясь со своим вредным воображаемым другом. Выйдя на улицу, Эльза видит американских солдат, понимает, что Джоджо ей соврал, и даёт ему за это пощёчину. После этого они, уже свободные, танцуют на улице.

## В ролях
- Роман Гриффин Дэвис — Йоханнес «Джоджо» Бетцлер, немецкий мальчик, член Юнгфолька
- Скарлетт Йоханссон — Рози Бетцлер, мать Джоджо, тайно противостоящая нацизму
- Томасин Маккензи — Эльза Корр, девушка-еврейка, скрывающаяся у Рози дома
- Тайка Вайтити — Адольф, воображаемый друг Джоджо
- Сэм Рокуэлл — капитан Кленцендорф, армейский офицер, заведующий лагерем Юнгфолька
- Ребел Уилсон — фройляйн Рам, инструктор Союза немецких девушек в лагере Юнгфолька
- Алфи Аллен — Фредди Финкель, заместитель Кленцендорфа
- Стивен Мерчант — Герман Дирц, агент гестапо
- Арчи Йейтс[англ.] — Йорки, лучший друг Джоджо и член Юнгфолька

Кроме того, однояйцевые близнецы Джилби и Харди Гриффин Дэвис, младшие братья Романа Гриффина Дэвиса, сыграли нескольких клонов членов Гитлерюгенда, находящихся под присмотром фройляйн Рам. Джо Вайнтрауб, Брайан Каспе, Гэбриел Эндрюс и Билли Рэйнер исполнили роли агентов гестапо Юнкера, Мюллера, Клама и Фроша. Роберт Ист сыграл второстепенного персонажа герра Грюша:40. Виктория Хоган сыграла безымянного персонажа. Люк Брендон Филд исполнил роль Кристофа, вожатого из Юнгфолька, Сэм Хэйгарт — друга Кристофа Ганса, Станислав Каллас — солдата, схватившего Джоджо, Кристиан Хоулингс — парня, который несёт панцершрек вместе с Йорки и случайно стреляет из него, а Кёртис Мэттью — лечащего врача Джоджо:39—40.
Рэйчел Хаус должна была появиться с ролью американского солдата, произносящего речь о победе Америки над врагом сразу после войны. Данная сцена была удалена из финального монтажа, и Хаус почувствовала облегчение в связи с этим решением, назвав сцену «умной, но […] абсолютно ненужной». Хотя актриса и не появилась в итоговой версии фильма, она назвала себя важным участником съёмочного процесса, в частности в отношении Дэвиса, для которого она выступила учителем актёрского мастерства.

## Производство

### Замысел и сценарий
Идея «Кролика Джоджо» возникла у Тайки Вайтити в 2010 году, когда его мать, Робин Коэн, рассказала ему о книге Кристин Лёненс «Птица в клетке». Будучи уставшим от однотипных историй о Второй мировой войне, рассказанных от лица солдат и тех, кто её пережил, а также вдохновлённым тем, что его дедушка когда-то сражался против нацистов:3, он решил адаптировать роман. Запретная тема не заставила его отказаться от проекта: он увидел в ней мотив и призыв быть смелым при создании фильма. Он также считает фильм «признанием в любви всем матерям» с учётом присутствия в фильме любящей матери. Вайтити сравнил предпосылки сценария с мультсериалом Nickelodeon «Ох уж эти детки!», который показывает насилие через призму детского мировоззрения: «Во многом мне хотелось сохранить немного невинности среди всего этого». Детское мировоззрение также казалось Вайтити честным описанием нацизма: «Дети, они не будут ходить вокруг да около. Они скажут тебе напрямую: „Ты урод“, или „Ты плохой отец“, или „Ты меня предал“. Что-то из этого может не иметь смысла, но зато они честно выражают свои эмоции». Также он вдохновился исследованием о том, что 66 % миллениалов в США никогда не слышали или не знали об Освенциме; он надеялся, что с помощью «Кролика Джоджо» память о жертвах сможет жить вечно и обсуждения этой темы не прекратятся.
Вскоре после того, как у Вайтити появилась идея адаптации, он отправил Лёненс электронное письмо, а в 2011 году сценарий был дописан. Вайтити посчитал это удачным временем, поскольку тогда процветали различные предрассудки и экстремизм. Он настоял на истории в формате буффонады, поскольку это казалось ему лучшим способом рассмотрения мрачных тем, таких как Вторая мировая война: «Миру нужны нелепые фильмы, поскольку сам мир сейчас нелепый». В первом черновике сценария не было Гитлера, но Вайтити вскоре полностью переписал всё с нуля; первый вариант содержал мало комедии, так как являлся грубой адаптацией «Птицы в клетке», что Вайтити описал как полноценную драму. Вайтити решил не делать «Кролика Джоджо» «прямолинейной драмой», боясь, что фильм станет клишированным: он построил повествование с помощью юмора, а затем ввёл драму, чтобы удивить зрителя. Вайтити отметил, что некоторых персонажей зовут так же, как его друзей:6–9. Лёненс назвала сценарий уважительным по отношению к первоисточнику, приводя параллели с картиной «Герника». Коэн похвалила создание Адольфа и карикатурное изображение нацизма. Взаимоотношения Джоджо и Эльзы были вдохновлены фильмом «Пустоши» (1973), а персонаж Рози — фильмом «Алиса здесь больше не живёт» (1974). Цветные документальные фильмы, такие как «Вторая мировая война в цвете» (2008—2009), помогли Вайтити «ощутить, каково тогда было»: ярко и динамично. Вайтити консультировался с художником-раскадровщиком Андреем Костиком:8, 42, чтобы в сцене присутствовало определённое число актёров; так, например, было в случае со сценой финальной битвы.
Синопсис фильма стал помехой для одобрения со стороны киноиндустрии. Вайтити сказал, что не ходил на питчинги: «Я просто разослал сценарий студиям и ждал ответа. Сложно начать переговоры с фразы „Он о пацанчике из Гитлерюгенда“. […] А потом, стоит мне сказать „Ой, вы не волнуйтесь, там будет юмор“, всё станет только хуже». Практически потеряв надежду, он начал размышлять о производстве проекта в Новой Зеландии как независимого. Проект удостоился внимания в 2012 году, когда попал в чёрный список лучших нереализованных сценариев. В том же году на Роттердамском кинофестивале компания CineMart заинтересовалась сценарием. Несмотря на это, фильм остался в производственном аду; Вайтити занялся другими проектами, такими как фильмы «Реальные упыри» (2014) и «Охота на дикарей» (2016). Когда Вайтити начал работу над фильмом «Тор: Рагнарёк» (2017), компания Fox Searchlight Pictures начала поиск «более авторских фильмов с вызывающими идеями» и заинтересовалась «Кроликом Джоджо». Вопреки популярному мнению, что популярности Вайтити поспособствовал «Рагнарёк», Searchlight обращала внимание на более ранние его работы, такие как фильм «Мальчик» (2010). Вскоре к проекту присоединилась компания TSG Entertainment с бюджетом в $14 млн, $800 000 из которых были направлены в художественный отдел. В общей сложности процесс препродакшена продлился два месяца.
Изначально Вайтити хотел снять «Кролика Джоджо» в Берлине, где находится студия Babelsberg Studio, откуда он получал финансирование. Тем не менее, в связи с человеческими правами и ограничениями на съёмки в Германии, когда несовершеннолетним разрешалось работать не более трёх часов в день, он решил перенести съёмки в Чехию. Babelsberg была обозначена как ассистент при разработке наряду с Кинокомиссией Новой Зеландии. Чешский кинематографический фонд также был упомянут за предоставление съёмочной группе фильма налоговых льгот. Czech Anglo Productions предоставляла услуги для производства во время съёмок:50, 57–58. Дочерние компании Вайтити Defender Films и Piki Films также были указаны как компании-производители.

### Подбор актёров
В 2018 году агенты по кастингу отправились в школы Великобритании, Новой Зеландии, Германии, США и Канады, чтобы найти подходящего актёра на роль Джоджо Бетцлера. Вайтити хотел, чтобы актёр «был в состоянии с ходу воплотить смесь слепого азарта и необузданных эмоций персонажа», в то же время описывая взросление Джоджо как идеальное совмещение с «глубокими» темами фильма. Вайтити и команда во главе с директором по кастингу Десом Хэмилтоном провели около тысячи прослушиваний и позднее утвердили на роль Романа Гриффина Дэвиса:9–10, который изначально проходил прослушивания для фильма «Ford против Ferrari», но также пришёл и на пробы для «Кролика Джоджо». По словам продюсера Кэртхью Нила, Дэвис обладал харизмой и энтузиазмом Джоджо, и мог также совместить несколько эмоций, глубже погружаясь в темы фильма. Дэвис отметил, что ему было сложно играть Джоджо, так как это сложный персонаж. Для своей роли он изучал Гитлерюгенд. Будучи дебютантом, он получил безмерную поддержку со стороны актёрского состава:9–11. Дэвис присоединился к проекту за шесть недель до съёмок; несмотря на то, что у него была главная роль, его выбрали одним из последних.
Вайтити создавал Эльзу Корр как персонажа со «стальной устойчивостью и самообладанием, которые разрушают недоверие Джоджо», загадочный, но человечный образ. Томасин Маккензи, актриса из Новой Зеландии, с которой Вайтити давно был знаком, была выбрана на роль Эльзы как «очень красивая, довольно крутая девочка с такой тяжёлой ношей», которая могла бы сделать понятным влечение Джоджо к ней в фильме. Маккензи изучала Вторую мировую войну с точки зрения еврейки и сама создала персонажа Эльзы, а Вайтити поделился с ней лишь малой частью того, как он представлял себе Эльзу. Вайтити также попросил её посмотреть фильм «Смертельное влечение» (1988), в котором присутствует персонаж, по образу которого изначально создавалась Эльза:11–13.
В марте 2018 года было объявлено, что Вайтити срежиссирует, напишет сценарий, спродюсирует фильм и исполнит в нём роль Адольфа. Обсуждая контекст роли, Вайтити сказал: «Это моя версия […] лучшего друга одинокого мальчика, почти что его отец», ссылаясь на тот факт, что в фильме Джоджо вступает в ряды Гитлера во времена Второй мировой войны. Searchlight решила делать фильм только при условии, что Вайтити будет играть Адольфа; Вайтити с неохотой согласился и на съёмочной площадке чувствовал себя неловко. Он также отметил, что не углублялся в исследование Гитлера, «потому что не считал, что он заслуживает [таких усилий]». Члены актёрского состава признались, что были удивлены, когда в первый раз увидели Вайтити в образе Адольфа:16.
В том же марте Скарлетт Йоханссон получила роль Рози, что Вайтити описал как «своего рода её глупое качество, которое я по-настоящему хотел увидеть в фильме». Хотя предпосылка фильма была для неё новой, Йоханссон отметила, что сразу влюбилась в персонажа:13, и что в сценарии «много человечности». В следующем месяце Сэм Рокуэлл получил роль капитана Кленцендорфа. Одно время он «молчал», как большинство актёров, но решил присоединиться к проекту, сказав, что в роли «есть соприкосновение», в особенности отмечая гомосексуальность Кленцендорфа, которую тот считал оксюмороном. Рокуэлл вдохновлялся комедийными актёрами наподобие Билла Мюррея и Уолтера Маттау (из фильма 1976 года «Несносные медведи»), поскольку считал, что они схожи с заданным персонажем. Также он вдохновлялся другими персонажами фильма:14–15.
В июне 2018 года Алфи Аллен получил роль партнёра Кленцендорфа Фредди Финкеля. Хотя роль Финкеля была для Аллена новой и рискованной, привычная динамика на площадке упростила ему задачу:15. В том же месяце Стивен Мерчант был выбран на роль капитана Германа Дирца. Он сказал, что фильм его заинтересовал из-за своего настроения взросления, и считал смесь юмора и трагедии у Вайтити была безупречной, сравнив её с сатирическим стилем картины «Доктор Стрейнджлав, или Как я перестал бояться и полюбил бомбу». Вскоре Ребел Уилсон присоединилась к проекту с ролью фройляйн Рам.
Кастинг в Праге проводился под руководством Майи Кветной, её ассистентом была Кристина Полицек. Дополнительный кастинг проводили Шейна Марткович, Стефани Горин и Стю Тёрнер. Актёров массовки выбирала компания Deedee Casting Management; детей для массовки отбирала A-Casting:49.

### Съёмки
«Кролик Джоджо» указан как совместное производство между США, Новой Зеландией и Чехией.
Съёмочный период фильма проходил с 28 мая по 21 июля 2018 года в Праге, Жатеце, Уштеке, Китине, Дольни Бержковице, Горжине, Ленешице и Петшекском дворце. Для съёмок военных сцен был использован заброшенный ленешицкий сахарный завод. Художник-постановщик Ра Винсент выбрал довоенные, не подвергшиеся бомбёжке места, «потому что в них было столько символизма, и они казались нам самыми немецкими из всех посещённых нами чешских городов благодаря немецкому барокко». Многие сцены в зданиях снимали на студии «Баррандов», что казалось Винсенту прекрасным выбором с учётом нацистской пропаганды, которую там снимали:19. Винсент решил снять улицы города в Уштеке из-за «вычурной» цветовой палитры архитектуры, соответствующей персонажу Джоджо.
Вайтити запрещал пользоваться сотовыми телефонами на площадке, чтобы сохранить концентрацию и создать спокойную обстановку. Он позволил съёмочной группе и актёрам самостоятельно экспериментировать с работой и персонажами, поскольку у него не было никаких конкретных указаний относительно того, как будет раскрываться фильм. Это стало также третьей причиной запрета сотовых телефонов. Этого правила придерживались и другие режиссёры, в том числе Квентин Тарантино. Сводя к минимуму указания в адрес актёров, Вайтити надеялся избежать натянутого исполнения ролей. Также он не целиком показал Рози в кадрах, где она повешена, считая, что неправильно показывать смерти членов семьи.
В связи с законами о детском трудовом праве, съёмочной группе было позволено проводить съёмки всего восемь или девять часов в день, что волновало взрослых актёров, поскольку им зачастую приходилось работать с дублёрами. По словам актёров, им было весело на съёмочной площадке, а Вайтити был обаятельным коллегой. Далее Маккензи заключила, что было «просто и весело», так как ей было позволено «исследовать персонажа и пробовать много нового». Всё это, помимо репетиций, было частью попыток сделать так, чтобы детям-актёрам было комфортно и они играли более правдоподобно.
В феврале 2019 года прошли пересъёмки. В основном они коснулись зимних сцен.

### Операторская работа и визуальные эффекты

Дальнейшие мостовая и здания на этом кадре были созданы с помощью синих экранов. «Кролик Джоджо» был снят при соотношении сторон 1,85:1, так как в фильме много сцен только с двумя персонажами. Яркая цветовая палитра символизирует веселье Джоджо в связи с нацистским режимом.

Михай Мэлаймаре-младший был привлечён к должности оператора, когда находился в Атланте на пересъёмках фильма «Чужая ненависть», и присоединился к проекту спустя пять дней. Он согласился изобразить «Кролика Джоджо» в ярком и живом стиле, главном лейтмотиве фильма, вдохновившись несколькими цветными документальными фильмами. Также он вдохновлялся одним из своих предыдущих фильмов, «Молодость без молодости» (2007), в котором присутствовали цветные кадры со Второй мировой войны, которые контрастировали со стандартной нецветной и серой кинохроникой, и фильмом «Кабаре» (1972). Тем не менее, Мэлаймаре решил сделать сцены депрессии менее насыщенными в соответствии с эмоциями Джоджо и течением времени. Они с Вайтити решили не преувеличивать визуально сцены с Адольфом. Фотографии детей, сделанные во время Второй мировой войны Анри Картье-Брессоном и Робертом Капой, также послужили источниками вдохновения для стиля операторской работы: «Они всё ещё играли, всё ещё занимались детскими делами, [но] если присмотреться повнимательнее, […] понимаешь, что что-то не так — типа „Ой, вот на этой они носят противогазы“ или „Они играют рядом с кучей бомб“ — все эти ситуации, как мы считаем, очень близки к [„Кролику Джоджо“]». Magnum Photos и Flickr напечатали около 60 одинаковых снимков для анализа как источников вдохновения.
Мэлаймаре и Вайтити также пришли к общему согласию, решив не использовать ручные камеры, чтобы сохранить классический стиль фильма. Они взяли тележку (для сцен в лесу использовался гольф-кар) и использовали камеру Arri Alexa SXT and Mini с форматом Super 35. Для определения соотношения сторон было проведено около пяти тестов; был выбран формат 1,85:1, что было объяснено наличием множества сцен с двумя людьми. Предпочтение было отдано анаморфическому формату из-за его «бархатности», сосредоточенного дыхания и уместного боке. Были использованы такие линзы, как Hawk V-Lite 1.3x, Vantage One T1 и Leitz Summilux-C. Для сцен в мелких или плохо освещённых пространствах использовалась закрытая линза T1, чтобы таким образом «расширить» их. Мэлаймаре работал со специалистом по цифровым изображениям Эли Бергом для создания плавных переходов между сценами, снятыми с применением разных линз. Хотя при съёмках и использовались кадры с точкой зрения, главным подходом к показу фильма от лица Джоджо стала установка камеры на высоте роста Дэвиса. Вайтити также позволял актёрам давать советы по операторской работе, некоторые из которых, по словам Мэлаймаре, были лучше, чем те, что давал Вайтити. Симметрия и горизонт — главные композиционные подходы при съёмке, важные участники повествования. По большей части фильм снят с помощью многокамерной системы, и таким образом крупные и общие планы снимались одновременно.
Для уличных сцен редко использовалось искусственное освещение: к примеру, сцены в лесу были сняты при солнечном свете. Сцена финальной битвы, которая была снята с пяти—шести дублей, использовала три источника света, но они были лишь дополнениями к солнцу. Для сцены ужина Джоджо и Рози был использован обширный набор источников света, в основном состоящий из люстры и двух фонарей, полностью освещавших всю сцену; один из них был приглушён и оснащён лампами накаливания, чтобы персонажи выглядели более мягкими и тёплыми на крупных планах. Для сцен в потайной комнате Эльзы в качестве источников света для актёров использовались маленькие пятиваттные светодиодные лампы. В данной обстановке Мэлаймаре решил в качестве основного источника света использовать бензиновую лампу средней яркости в сценах, где свет обозначает закат; свечи выступают как дополнительные источники освещения:20.
Супервайзер визуальных эффектов, ранее работавший с Вайтити, присоединился к проекту после работы над фильмом «Бамблби». Его задача заключалась в создании «безупречной иллюзии» на границе реализма и сюрреализма. В общей сложности, визуальные эффекты присутствуют на 200 кадрах, «около половины из которых были большими невидимыми расширениями и зачастую выполнялись […] командой работавших на дому компоузеров» во главе с предыдущим коллегой Чена Кеннетом Квинном Брауном. Чен работал с Clear Angle Studios, чтобы установить 3D-сканеры на штативы в Жатеце. Сканеры выпускают лазерные лучи и поворачиваются на 360 градусов, сканируя окружающую обстановку, чтобы в точности воссоздать её образ. Также были отсканированы исторически важные для «Кролика Джоджо» чешские улицы, в том числе площадь города Джоджо, на которой Гитлер зачастую проводил слёты. Значимый вклад в визуальные эффекты внесла компания Luma Pictures, офисы которой находятся в Лос-Анджелесе и Мельбурне. Luma использовала синие экраны, чтобы на стадии пост-продакшена внести в фильм взрывы, танки, дым и стрельбу из огнестрельного оружия. В то же время бомбы, взрывающиеся вдали, были созданы с помощью дорисовки:22. В сцены, которые были сняты летом, но происходят зимой, был добавлен снег. Этого удалось достичь благодаря фотографированию снега на улицах и включения его в фильм, эта техника называется «фоновой пластиной». Дополнительные эффекты были созданы Picture Shop VFX:52. В общей сложности, работа над визуальными эффектами заняла год.

### Костюмы
Художником по костюмам стала Майес К. Рубео, работавшая с Вайтити над «Рагнарёком». В «напряжённом» разговоре о костюмах Вайтити отдал предпочтение «формальной, элегантной» моде, так как это соответствовало той одежде, которую носили люди в то время, согласно его исследованиям. Также ему хотелось увидеть дизайн, символизирующий радость детства: яркие, живые цвета, выделяющие амбиции, контрастирующие со стандартными историческими фильмами. Рубео трактовала это как итальянский неореализм, популярный в 1940-х годах стиль киносъёмки:20.
Рубео считала персонажа Рози открытым: «Она отражает […] жизнь, [и] она не хочет [это] скрывать». Рубео начала ходить по итальянским магазинам винтажной одежды для составления гардероба Рози, хотя также самостоятельно создала несколько блузок и платьев. Ей хотелось, чтобы одежда Рози была уникальной, резонировала со зрителем на протяжении всего фильма и сопровождала их в сцене, где Джоджо находит Рози повешенной:21. Опасаясь за эту специфичную сцену, Рубео выбрала пару красно-белых ботинок на шнурках, созданных обувщиком из Торонто Джиттербагом на основе нарисованного ей скетча. Представляя Рози «подругой Эльзы Скиапарелли», Рубео отправилась в Нью-Йорк, чтобы обсудить костюмы с Йоханссон. Свитер Рози с короткими рукавами отличается «клетчатыми, зигзагообразными узорами в стиле Missoni». Её образ завершают высокие мешковатые брюки и прочие аксессуары, что позволяет персонажу выглядеть как «чика». Этот образ также контрастирует с одеждой Эльзы, которая выполнена в монохроматических тонах.
Юнгфолькская форма Джоджо основана на предположении о том, что он «пытается быть полицейским своего дома», особенно в тех моментах, когда он носит её у себя дома. Хотя Рубео нашла винтажные формы Юнгфолька в Берлине, она заметила, что нужно создать больше размеров для массовки, вследствие чего они с отделом одежды сшили в общей сложности 250 штук. Для Адольфа Рубео выбрала классический стиль Нацистской партии, чтобы отразить абсурдность персонажа, хотя «объёмная» пара брюк для верховой езды использовалась, чтобы подчеркнуть его воображаемость и ненадёжность. The Hollywood Reporter описал этот дизайн как «цветной бумажный пакет», «хаки» и «стиль сафари». В общей сложности для Адольфа было пошито три формы. Готовясь к роли капитана Кленцендорфа, Рокуэлл встретился с Рубео, показал ей фото Мюррея на Saturday Night Live и сказал, что хочет себе такую же одежду. Для экспериментальной формы, которую Кленцендорф носил в сценарии, Рубео обратилась к «гламурному», «героичному» и «напыщенному» подходу, создав для него «нетрадиционную» одежду, демонстрирующую креативность персонажа, несмотря на то, что «он почти ничего не знает о правилах дизайна». По её словам, ей «было весело» создавать наряд Кленцендорфа:21.
Рубео создала шесть различных вариаций бумажной формы, которую носит Йорки в финальной битве. Она сшила её из бумаги и картона, добавив немного ваты. С наступлением войны форма Йорки деформируется, а по её окончании остаётся только жилет.
Визажистом фильма стала Данель Сатерли, также часто работавшая с Вайтити. Она сделала образ Адольфа таким, каким его представлял бы 10-летний мальчик, и не стала делать его лицо слишком похожим на реального Гитлера. Несмотря на это, они оказались очень похожи друг на друга. Волосы, усы и уши выглядели так же, как и у Гитлера, хотя кожа и глаза в некоторых местах отличались. Тональность кожи Вайтити была незначительно снижена, чтобы персонаж не был похож на европеоида. Голубые глаза были выбраны для соответствия пропаганде, которую видел Джоджо.

### Постановка

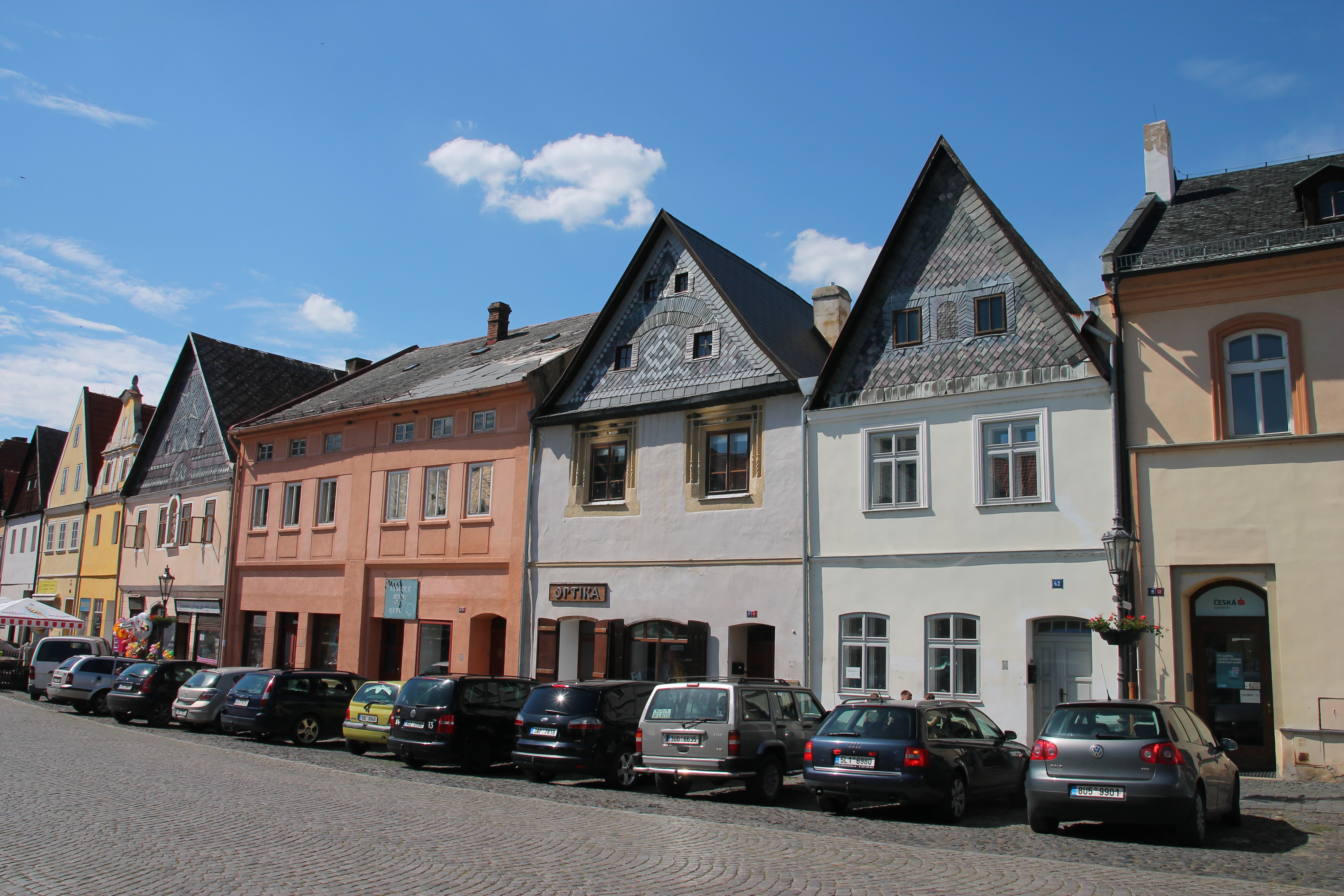
Ряд домов в Уштеке, запечатлённый в фильме.

Винсент, живший в Новой Зеландии, был ошеломлён, когда ему предложили стать художником-постановщиком фильма, но уже прикидывал идеи для декораций, так как читал сценарий ещё в то время, когда он только писался. Он на некоторое время остался в Чехии, чтобы получить представление о европейской архитектуре, и слушал истории местных жителей о Второй мировой войне, чтобы аутентично изобразить Европу времён войны, при этом придавая эстетические штрихи, символизирующие радость персонажа Джоджо от режима Нацистской Германии. Винсент вспоминал, что общаться с местными жителями было легче, чем можно подумать, поскольку они считают историю нацизма чем-то важным для запоминания, а не сокрытия. Также он посчитал, что местным было грустно, когда декорации отрывались, так как его команда «перенесла деревню в дни её былой славы, когда это был прекрасный и незапятнанный город». Мэлаймаре отметил, что во время практики в Чехии он опасался устанавливать кондиционеры и антенны на исторических сооружениях, — которые могли бы испортить историческую атмосферу фильма — но это позволило ему организовывать площадки на 360 градусов без необходимости удалять из кадра что-либо, кроме автомобилей и уличных знаков. В исследованиях помогали военные советники и специалисты; одним из таких был Филип Штибиц:42.
Полностью созданная руками декорация дома Бетцлеров, каменный коттедж в стиле барокко, была отснята на звуковой площадке Barrandov Studios площадью 7000 квадратных футов (650 квадратных метров) и отличается элегантными деталями, а именно толстыми дверными проёмами, глубоко утопленными в каменных стенах окнами, прихожей с деревянными панелями и изогнутой лестницей. В общих чертах широко используется архитектура ар-деко, популярная в 1930-е годы. Для спальни Инги на чердаке были использованы викторианская архитектура и сдержанная цветовая палитра, что было исторически верно, поскольку у некоторых семей во времена Второй мировой были новые виды утепления, а это означало, что они могли строить комнаты вплоть до чердака. Это делает убежище Эльзы «очевидным, но не настолько». Концептуализированно также то, что Бетцлеры — семья среднего класса, достаточно обеспеченная, чтобы позволить себе двухэтажный дом с тремя спальнями. Более современный интерьер также даёт представление о том, что в какой-то момент в доме делали ремонт. Создание дома было самой сложной частью работы постановщиков. Чтобы он не выглядел клаустрофобным, дом был снабжён открытой планировкой «и небольшими смотровыми порталами, о которых ты и не подозреваешь, что отправляешься на индивидуальные маленькие площадки. Мы хотели, чтобы вам казалось, что вы путешествуете по правильному дому». Дом был построен на сцене, чтобы было достаточно пространства для настройки нескольких камер.
По словам Винсента, книгу «Эгегей, еврей» нарисовала сотрудница художественного отдела по имени Чен Лян. Она вдохновлялась некоторыми рисунками из сценария, а также описаниями Вайтити и Винсента. Лян нарисовала 42 страницы книги, хотя изначально страниц должно было быть всего 12. По словам Винсента, её творчество также вдохновило игру актёров.

### Монтаж
Монтажёр Том Иглз сказал, что Вайтити «долгое время» обсуждал с ним проект, хотя сценарий он прочитал намного позднее. По его воспоминаниям, во время процесса монтажа Вайтити не сидел рядом с ним и не контролировал его работу. «Ему интересно то, что хочешь сказать ты и что ты привнесёшь в свой монтаж», — сказал Иглз. Иглз сначала получил несколько предложений, которые осуществлял «с опаской» в течение двух недель, которые ему выделили на монтаж «Кролика Джоджо». Фильм смонтирован в программе Avid Media Composer. Чтобы сравнивать сцены с фрагментами сценария, Иглз использовал ScriptSync. Он заявил, что самым большим испытанием было придание тонального баланса каждому переходу между сценами: черновой монтаж длился 165 минут, а режиссёрский, финальный, — 108 минут. Иглз сказал: «Мы не хотели, чтобы он выглядел как „Титаник“. На отделку мы потратили восемь месяцев, а также проводили тестовые показы: надо было испытать различные версии вещей и итераций шуток». Также было замечено, что некоторые зрители были шокированы сценой, в которой Гитлер отчитывает Джоджо за его угасающий патриотизм; один человек начал шёпотом читать молитву. Один—два раза в неделю вся съёмочная группа смотрела в «маленьком» зале фильм с удалёнными из итоговой версии сценами, чтобы оценить его качество, что было редким явлением в современном кинопроизводстве.
Вступительные титры фильма были созданы новозеландской компанией Assembly. В них включены кадры из нацистского пропагандистского документального фильма «Триумф воли» (1935). Для соответствия исторической эстетике фильма ручным трудом были созданы текстовые формы букв. Финальные титры создала компания Scarlet Letters.
Ай-Лин Ли была звуковым монтажёром, дизайнером и звукорежиссёром. С помощью цифровой звуковой рабочей станции Pro Tools она использовала «сублиминальные звуковые расширения», чтобы усилить ощущение того, что в фильме показана точка зрения Джоджо. В интервью Variety она вспомнила сцену, в которой Вайтити хотел воспроизвести звук оживления Адольфа. Чтобы повысить напряжение в этой сцене, она реверберировала диалог Адольфа. Помимо Ли, монтажёром звука также был Тобиас Попп. Пол Апельген был музыкальным редактором. Стив Бейн из компании Foley One отвечал за шумовые эффекты, а Питер Персо и Джина Варк отвечали за сведение и ассистирование при работе с шумами соответственно. Bob Industries предоставляла услуги на постпродакшене:44.
Работа над цифровой промежуточной копией, в том числе сортировка цветов, была выполнена Тимом Стипаном, главным колористом компании Company 3.

## Релиз
Мировая премьера фильма состоялась на Международном кинофестивале в Торонто в сентябре 2019 года.
Он был также показан на Фантастическом фестивале в сентябре 2019 года.
Фильм был выпущен 18 октября 2019 года.
В России фильм в прокат не вышел по причинам, которые представители компании «Двадцатый Век Фокс СНГ» не смогли прокомментировать.

## Реакция

### Кассовые сборы
«Кролик Джоджо» собрал $33,4 млн в США и Канаде и $57 млн на территории других стран (в том числе $4 млн в Новой Зеландии), в общей сложности собрав $90,3 млн по всему миру.

### Отзывы критиков
На сайте-агрегаторе рецензий Rotten Tomatoes фильм имеет рейтинг 80 % со средней оценкой 7.6 / 10, основанный на 422 отзывах. Консенсус сайта гласит: «Смесь дерзкого юмора и серьёзных тем в „Кролике Джоджо“ определённо не всем придутся по вкусу — но так или иначе, это дерзкая до безобразия антивоенная сатира». Портал Metacritic, выставляющий оценки по среднему арифметическому взвешенному, присвоил фильму 58 баллов из 100 возможных на основе 57 отзывов, что соответствует статусу «смешанные или средние отзывы». Зрители, опрошенные для CinemaScore, дали фильму среднюю оценку «A» по шкале от A+ до F. PostTrak сообщил, что 96 % зрителей дали фильму положительную оценку, при этом 87 % сказали, что они определённо рекомендовали бы его к просмотру.

## Награды и номинации
«Кролик Джоджо», его актёрский состав и съёмочная группа получили в общей сложности 14 наград. Помимо премии «Оскар» за лучший адаптированный сценарий, полученной Вайтити, проект был номинирован на 92-ю кинопремию «Оскар» ещё в пяти категориях, в том числе «Лучшая актриса второго плана» для Йоханссон и «Лучший фильм». Дебютант Дэвис также был удостоен различных наград, в том числе номинации на 77-ю премию «Золотой глобус» за лучшую мужскую роль в комедии или мюзикле и 25-й премии «Выбор критиков» в категории «Лучший юный актёр или актриса», где также были номинированы Маккензи и Йейтс. На премии Гильдии художников по костюмам за 2019 год Рубео получила награду за лучшие костюмы в историческом фильме. На «Оскар» также номинировались Иглз, Винсент и декоратор Нора Сопкова. Национальный совет кинокритиков США и Американский институт киноискусства включили «Кролика Джоджо» в свои списки десяти лучших фильмов 2019 года.

## Комментарии
1. ↑  В одной из листовок в фильме сказано, что официально город называется Stadt Falkenheim (с нем. — «город Фалькенхайм»).
2. ↑  нем. Yoohoo Jude.
3. ↑  Сообщение гласит: «Befreit Deutschland – Bekämpft die Partei» (с нем. — «Освободи Германию — борись с Партией»).
4. ↑  Вне экрана идентифицировано как «битва за Фалькенхайм»[6].